# Черна реч
Черната реч (на английски: Black Speech) е измисленият език на страната Мордор от книгата „Властелинът на пръстените“. Саурон създава Езика на Мордор изкуствено, за да бъде единен за всички слуги на Мордор и да замени множеството от различни диалекти на оркски, и други езици използвани от неговите слуги. Толкин описва езика в две форми, древната (използвана от Саурон, Назгулите и Троловете) и опростената, използвана от слугите в Барад-дур до края на Третата епоха. Единственият пример даден за древен Мордорски е надписът върху Единствения пръстен:
Ash nazg durbatulûk, ash nazg gimbatul,
ash nazg thrakatulûk, agh burzum-ishi krimpatul.
Преведено на български:
Единствен пръстен ги владее, Единствен той ще ги открие,
Единствен вси ще ги сбере и в тъмнина ще ги обвие.
| Мордорски | Български                  |
| --------- | -------------------------- |
| ash       | един                       |
| nazg      | пръстен                    |
| durb      | владее                     |
| at        | граматична форма на глагол |
| ul        | тях                        |
| ûk        | всичко                     |
| gimb      | намирам                    |
| thrak     | сбирам                     |
| agh       | и                          |
| bürz      | тъмно                      |
| um        | съществително име          |
| -ishi     | в                          |
| krimp-    | връзвам                    |

Други думи (най-вероятно на опростен) Мордорски са Lugbúrz, което значи „Тъмната кула“ и ghâsh(огън). Много оркски диалекти са заимствали думи от него. Пример за това може да се види в „Двете кули“, когато Мордорският орк Урук Гришнакх прокълнава Исенгардския орк Урук Углук, защото не му дава да изяде Мери и Пипин:
Uglúk u bagronk sha pushdug Saruman-glob búbhosh skai!